# Витмар
Витмар (нем. Wittmar) — община в Германии, в земле Нижняя Саксония.
Входит в состав района Вольфенбюттель. Подчиняется управлению Ассе. Население составляет 1239 человек (на 31 декабря 2010 года). Занимает площадь 4,65 км².
| Год  | Население |
| ---- | --------- |
| 1990 | 1103      |
| 1995 | 1219      |
| 2000 | 1295      |
| 2005 | 1362      |
| 2010 | 1230      |